# 陰屍路 (第十一季)
美國的恐怖喪屍電視劇《陰屍路》第十一季兼最終季於2021年8月22日在北美地区AMC和英国/爱尔兰地区的Disney+首播，並於2022年11月20日完結，共播出24集。本劇改編自羅伯特·柯克曼、東尼·摩爾和查爾斯·埃蘭德共同繪製的同名漫畫，並由羅伯特·柯克曼、大衛·阿爾珀特、史考特·M·金普、安潔拉·姜、葛雷·尼可泰羅、約瑟夫·英卡普拉、丹妮絲·M·胡特和蓋爾·安妮·赫德擔任執行製作人，而安潔拉·姜三度擔任節目統籌，亦是最後一次。
此季內容取自原著漫畫中第175-193期之間的故事章節，延續上一季結尾以及番外集數的部分內容，主要講述家園的偵察隊意外碰見巨大群體「聯邦」（Commonwealth）：由為數將近五萬名倖存者組成，居於不同地點、設備齊全、應有盡有的分散式社區，同時包含相應的規定潛在的威脅。另外，回歸同伴的瑪姬帶領著一部分同伴，意圖奪回遭神秘敵對軍團「收割者」（The Reapers）攻佔的家園與資源，而剿匪過程使她們付出巨大代價。

## 演員

### 主要演員

#### 主演
- 諾曼·李杜斯 飾演 戴瑞·迪克森（英语：Daryl Dixon）：獨來獨往、善用弩弓的獵人，擁有優異的野外追蹤能力，曾是瑞克·格萊姆斯最重要的幫手兼戰友，不久前剛走出長達六年的孤獨生活，接替瑞克的使命擔任戰鬥隊長。
- 梅莉莎·麥克布萊德 飾演 卡蘿·派勒提爾（英语：Carol Peletier）：群體中驍勇善戰、足智多謀的戰士，經歷過戰爭考驗、一次又一次地從創傷和挫折中走出來，曾在救世軍戰爭後移居王國城多年，與以西結曾有過婚姻關係。
- 蘿倫·科漢 飾演 瑪姬·瑞（英语：Maggie Greene）：組群已故夥伴葛倫的遺孀，於幾年前陪兒子離開山頂寨加入新的龐大社區生活，直到家園被毀後，率領隊伍「看守者」（The Wardens）返回原來的夥伴身邊。
- 克莉絲汀·瑟拉圖絲 飾演 蘿西塔·埃斯皮諾薩（英语：Rosita Espinosa）：組群已故夥伴亞伯拉罕的前女友，自我保護意識強，擁有豐富的軍事知識，是蓋博瑞的女友，同時撫養她與已故西迪格的孩子「可可」（Coco）。
- 喬許·麥蒂米特（英语：Josh McDermitt） 飾演 尤金·波特（英语：Eugene Porter）：孤僻的高中物理老師，擁有豐富的各種知識以及理性分析問題的能力，並漸漸成為一名勇敢善戰的倖存者，靠無線電技術最先跟聯邦取得聯繫。
- 賽斯·吉利姆 飾演 蓋博瑞·史托克斯（英语：Gabriel Stokes (The Walking Dead)）：一位牧師，曾經內心懦弱、貪生怕死的他，跟隨瑞克一行人後才開始變得堅強，擔任亞歴山卓社區的委員會成員。
- 羅斯·馬奎德（英语：Ross Marquand） 飾演 亞倫（英语：Aaron (The Walking Dead)）：亞歴山卓社區的居民兼招募員，跟在瑞克身邊很長時間，幾年前因工程意外失去左臂、裝上義肢，獨自撫養養女葛蕾西。
- 卡瑞·佩頓（英语：Khary Payton） 飾演 以西結（英语：King Ezekiel）：自封王國城的國王，跟卡蘿維持過六年婚姻關係，然而接連失去家園及養子，身體同時罹患甲狀腺癌，縱使他加入尤金尋找聯邦的遠征隊。
- 庫伯·安德魯斯（英语：Cooper Andrews） 飾演 傑瑞（英语：Jerry (The Walking Dead)）：以西結的忠誠保鏢，王國城的得力幫手，助人為樂的他備受歡迎，臉上總是帶著笑容，目前養有三個孩子。
- 卡倫·麥克奧利菲 飾演 奧爾登（英语：Alden (The Walking Dead)）：前救世軍士兵，起初時被俘虜帶到山頂寨作為戰俘，但他本性善良，最後留在山頂寨作為幫手，女友伊妮德（英语：Enid (The Walking Dead)）被阿爾法殺害。
- 傑佛瑞·狄恩·摩根 飾演 尼根（英语：Negan）：救世軍的前領袖，戰敗後被關入社區地下牢房長達七年，期間跟瑞克之女茱蒂絲建立友情。如今拋棄過去的自己而洗心革面，即便被大部分人視為眼中釘。
- 艾莉諾·松浦（英语：Eleanor Matsuura） 飾演 奧村由美子（英语：Yumiko (The Walking Dead)）：善用弓箭的日裔女子，小名「美子」（Miko），曾是刑事辯護律師，災前幫瑪格娜辯護後結為伴侶，而在對付低語者的行動裡有著貢獻而得到眾人信任。
- 蘿倫·瑞德洛夫 飾演 康妮（英语：Connie (The Walking Dead)）：瑪格娜的同伴，曾是記者，身為只能用手語溝通的聾啞人，跟戴瑞組成極有默契的搭檔。不久前從坍塌的洞穴死裡逃生，倖存後被維吉爾找到並一起生存。
- 凱莉·佛萊明（英语：Cailey Fleming） 飾演 茱蒂絲·格萊姆斯（英语：Judith Grimes）：瑞克前妻蘿莉與夏恩之女，年齡雖小卻非常堅強成熟，哥哥和父親相繼犧牲後被米瓊恩撫養長大，變成一名乖巧懂事、訓練有素的生存者。
- 娜蒂亞·希爾克（英语：Nadia Hilker） 飾演 瑪格娜（英语：Magna (The Walking Dead)）：一名勇猛頑強的女倖存者，曾經因犯罪入獄過，災後成立自己的團體，如今全員入住山頂寨，還是會為自己同伴著想。
- 凱西蒂·麥克林西（英语：Cassady McClincy） 飾演 莉蒂亞（英语：Lydia (The Walking Dead)）：低語者已故領袖阿爾法（英语：Alpha (The Walking Dead)）的女兒，曾淪為一行人的俘虜，靠她善良的本性得到眾人信任，幫忙瓦解低語者而正式成為一份子。
- 安潔·希瑞（英语：Angel Theory） 飾演 凱莉（英语：Kelly (The Walking Dead)）：康妮的妹妹，常為眾人翻譯手語內容，保護意識強，現在患上輕微聽覺障礙。
- 寶拉·拉薩羅（英语：Paola Lázaro） 飾演 胡安妮塔·「公主」·桑切斯（英语：Princess (The Walking Dead)）：一名待人友好、幽默自在、古靈精怪的墨裔女子，手持一把M249輕機槍，無論是災前和災後都曾受過創傷，被尤金一行人接納而入伍。
- 麥可·詹姆士·蕭（英语：Michael James Shaw） 飾演 麥可·莫瑟（英语：Mercer (The Walking Dead)）：聯邦的軍事長官，面惡心善，備受尊敬，身穿紅色盔甲。西點軍校畢業，擁有豐富軍事經驗，誓死保護聯邦的同時也做著身不由己的事情。
- 喬許·漢米爾頓 飾演 蘭斯·霍恩斯比（英语：Lance Hornsby）：聯邦副省長兼運營主管，懂得待人交際，能處理居民的任何瑣事。背地裡是一名道貌岸然的野心家，處心積慮想成為受人吹捧的模範人物。
- 萊拉·羅賓斯（英语：Laila Robins） 飾演 潘蜜拉·米爾頓（英语：Pamela Milton）：聯邦總督兼最高行政長官，原美國第一千金，待人和善、滿臉微笑，同時也極為強勢冷血，不惜一切想保護自己一手建立的聯邦。

#### 其他主演
- 琳恩·柯林斯 飾演 莉亞·蕭（英语：Leah (The Walking Dead)）：前僱傭兵，幾年前獨居森林小屋時與戴瑞相戀過一段時間，也是狗的前主人。如今再度跟戴瑞重逢，卻也身為收割者軍團的一份子。
- 瑪歌·冰咸 飾演 麥卡辛·「史蒂芬妮」·莫瑟（英语：Stephanie (The Walking Dead)）：潘蜜拉的秘書，莫瑟的妹妹，小名「麥克絲」，使用亡母「史蒂芬妮」的名字為假名。早先用無線電對外聯繫時意外結識另一端的尤金，讓尤金一行人知道聯邦的存在。

### 常設演員

#### 亞歴山卓安全社區
- 安娜貝爾·霍洛威 飾演 葛蕾西（Gracie）：亞倫的養女，生父是一名在戰爭中遭瑞克殺害的救世軍，嬰兒時期被瑞克帶回社區並由亞倫養大。
- 安東尼·亞佐 飾演 小瑞克·「RJ」·格萊姆斯（Rick "R.J." Grimes Jr.）：瑞克和米瓊恩的五歲兒子，在瑞克犧牲一年後出生。
- 傑克森·佩斯 飾演 蓋奇（Gage）：曾居於山頂寨的浪蕩少年，沒有教養、只會仗勢欺人，因朋友都被殺而針對莉蒂亞洩憤。
- C·湯瑪斯·哈威爾 飾演 羅伊（Roy）：曾居於山頂寨的戰士，當山頂寨被毀後加入社區參戰對付過低語者，這次加入瑪姬的旅程。

#### 聯邦
- 凱莉·甘澤爾（英语：Carrie Genzel）和麥修·科維爾 飾演 克拉克和埃文斯（Clark and Evans）：聯邦的兩名審計師，負責在收容中心接收並審問新人，會固定用一系列問題來裁定是否批准新人進入聯邦。
- 謝爾·拉莫斯 飾演 希拉／“史蒂芬妮”（Shira / "Stephanie"）：聯邦的女居民，同是聽命於蘭斯的女間諜，在尤金剛來時冒充史蒂芬妮，臥底在他身邊打探情報。
- 伊恩·安東尼·戴爾（英语：Ian Anthony Dale） 飾演 奧村富一（Tomichi Okumura）：前胸外科醫生，小名「托米」（Tomi），由美子失散多年的親兄弟，已在聯邦和平生活多年，然而決定隱藏才能擔任一名焙烤師。
- 提歐·拉普-歐森 飾演 塞巴斯蒂安·米爾頓（Sebastian Milton）：潘蜜拉·米爾頓之子，身為聯邦大少爺，是一名為所欲為、目中無人的紈绔子弟，言行舉止讓許多人都難以忍受。
- 蔻特妮·戴茲 飾演 凱拉（Kayla）：聯邦的女居民，塞巴斯蒂安的女友，與他相愛並形影不離。
- 卡梅隆·羅伯茲 飾演 泰勒·戴維斯（Tyler Davis）：前聯邦衛兵，因為先前跟公主交涉而違令受到革職處分，心生不滿之下在聯邦內部發起“反聯邦”運動。
- 麥可·圖雷克 飾演 羅曼·卡霍恩（Roman Calhoun）：聯邦的水管工，實際上是蘭斯麾下的間諜，負責掩蓋犯罪痕跡的清潔工（英语：Cleaner (crime)）。
- 傑森·巴特勒·哈納（英语：Jason Butler Harner） 飾演 托比·卡爾森（Toby Carlson）：聯邦首要招募員，災前曾是中情局探員，因此擅長演戲與滲透，作為蘭斯麾下的一份子。
- 溫妮·艾佛特（英语：Wynn Everett） 飾演 愛普·馬滕斯（April Martens）：聯邦女居民，因為負債累累而被迫參與進塞巴斯蒂安的劫案，卻最終成為犧牲者。
- 莫妮克·葛蘭 飾演 維克絲（Col. Vickers）：聯邦軍事上校，僅次於莫瑟，負責聽從潘蜜拉的命令。
- 麥可·威佛 飾演 典獄長（The Warden）：聯邦軍事長官，殘酷、冷血又無情，負責看管收容聯邦異議人士的勞改營。

#### 看守者
- 奧奇亞·埃米-艾卡瓦利 飾演 伊萊亞（Elijah）：瑪姬的忠誠隨從之一，行動時佩戴面罩的戰士，除了身手矯健，還手持兩把鐮作為武器。
- 肯恩·麥可·斯皮勒 飾演 赫謝爾·瑞（Hershel Rhee）：瑪姬與葛倫的九歲兒子，活潑好動，同時繼承父母的勇敢、樂觀及獨立的天性。
- 詹姆斯·德沃蒂 飾演 科爾（Cole）：瑪姬隨行的忠誠戰士，也身為少數從所來自的家園中死裡逃生的人。
- 葛倫·史坦頓 飾演 佛斯特（Frost）：瑪姬的同伴，少數從家園死裡逃生的人。
- 馬庫斯·路易斯 飾演 鄧肯（Duncan）：瑪姬的同伴，身材壯碩，少數從家園死裡逃生的人。
- 蘿莉·佛提爾（英语：Laurie Fortier） 飾演 阿嘉莎（Agatha）：瑪姬的同伴，少數從家園死裡逃生的人，同樣對尼根無好感。

#### 海岸部落
- 艾薇雅娜·曼希爾 飾演 瑞秋·沃德（Rachel Ward）：海岸部落的副領袖，尊重瑪姬的決定。
- 丹·富勒 飾演 路克（Luke）：前音樂教師，待人幽默熱心，原先屬瑪格娜團體的一份子，直到與朱爾絲相戀後選擇留在部落。
- 艾莉絲·絲甘巴蒂 飾演 朱爾絲（Jules）：部落的一位新進居民，待人和善又漂亮，跟路克的關係曖昧。

#### 收割者
- 里奇·柯斯特 飾演 教皇（Pope）：「收割者」（Reapers）軍團首領，災前曾是阿富汗戰爭的軍事領袖。兇狠殘暴、善用心理戰術，擁有一套準則、信念，對外人一向格殺勿論，僅會收留一些有“資質”的人。
- 亞歷克斯·梅拉茲 飾演 布蘭登·卡佛（Brandon Carver）：收割者的幹部，冷血無情，身手卓越，擅長各種嚴刑拷打，因此在隊伍中深受教皇信任，始終對戴瑞保持著敵意。
- 迪克蘭·圖萊尼 飾演 曼西亞（Mancea）：收割者的成員兼神父，是一名虔誠的天主教徒。
- 雅各·楊（英语：Jacob Young） 飾演 迪佛（Deaver）：收割者的成員，在大本營擔任衛兵。

#### 河灣公寓
- 梅迪娜·桑格爾 飾演 安妮（Annie）：河灣公寓的女居民，尼根遷居至公寓後相戀並成婚的妻子，即使得知尼根的所作所為卻能理解，腹中懷有尼根的兒子。
- 麥可·賓恩 飾演 伊恩（Ian）：河灣公寓之主，具有宗教信仰的軍閥，一向不相信打著“和平旗號”的外來人。

#### 其他
- 布蘭登·佛萊舍 飾演 基斯（Keith）：低語者的餘黨，但不像阿爾法與其他低語者一樣邪惡，帶領其他無依無靠的餘黨躲在山頂寨附近生存。
- 傑西·C·波伊德（英语：Jesse C. Boyd） 飾演 愛德華（Edward）：已故的「狼族」（Wolves）副領袖，多年前曾在社區中燒殺搶掠，如今出現在亞倫的噩夢中。
- 凱文·卡羅（英语：Kevin Carroll (actor)） 飾演 維吉爾（Virgil）：一名不久前跟米瓊恩交涉的倖存者，目送她踏上新旅程後獨自返回這裡，一人漂泊時營救死裡逃生的康妮。
- 安德魯·林肯 飾演 瑞克·格萊姆斯：金縣前任副警長，受人愛戴、對所有社區做過重大貢獻的前領袖，多年前捨命保護社區而自我犧牲，但倖免於難的他如今落入“不明組織”的掌控。
- 達娜·古瑞拉 飾演 米瓊恩（英语：Michonne）：手持日本刀的流浪者，茱蒂絲的養母，RJ的生母。失去戀人瑞克為她造成巨大精神衝擊，但偶然找到證實他倖存的證據後，就此踏上漫長旅程尋找他。

## 集數
| 總集數 | 集數 （季） | 標題                        | 導演                | 編劇                                                      | 首播日期       | 美國收視人數 （百萬） |
| --- | ----------- | --------------------------- | ------------------- | --------------------------------------------------------- | -------------- | --------------------- |
| 154 | 1           | 冥河（上） Acheron: Part I  | 凱文·道寧           | 安潔拉·姜 & 吉姆·巴恩斯                                   | 2021年8月22日  | 2.22                  |
| 瑪姬協助戴瑞一行人潛入橫屍遍野的美軍基地獲取大量軍方物資，回到社區後重聚另外三名失散的同伴，但發現這仍無法改善社區食物短缺。為了餵飽兒子與其他居民，瑪姬決定鋌而走險返回自己如今遭敵軍「收割者」佔領的家園「梅里迪恩」（Meridian）搜刮物資，同時有意殲滅敵人而為死去同伴報仇雪恨。全票通過下，瑪姬帶領同伴及戴瑞等自願者們上路，眾人決定穿越市中心以節省時間，勉強帶著唯一知道城市途徑的尼根參與行動。另一方面，尤金四人被關至不明大型社區「聯邦」（Commonwealth）的收容中心，分開進行數小時的嚴格審查，交代身份、來歷、以及由何得知聯邦存在。四人發現周圍其他外來倖存者，都因未通過審查而被拘禁於此長達數月，深感此處異常兇險而一致決定逃跑。四人趁守衛換班時逃至出口處，但由美子突然發現一旁的失蹤者佈告欄上，張貼著自己失散的弟弟的字跡與照片，為了見到久別的家人而放棄逃跑機會。穿越暴風雨城市的瑪姬隊伍進入地鐵隧道，然而很快在隧道前方發現堆積著大量屍袋。眾人處理過程中發現走在最後的兩名隊員羅伊和蓋奇失蹤，緊接著後方冒出大量行屍。毫無退路之下，戴瑞跟自己的狗爬入列車左下方的塌方縫隙中，其餘人則爬到車廂頂端。瑪姬攀爬時被幾隻行屍往下拉，站在邊緣的尼根選擇棄她不顧，使瑪姬失足掉進屍群中。 |             |                             |                     |                                                           |                |                       |
| 155 | 2           | 冥河（下） Acheron: Part II | 凱文·道寧           | 安潔拉·姜 & 吉姆·巴恩斯                                   | 2021年8月29日  | 1.99                  |
| 深陷險境的瑪姬及時爬入車廂底部而倖免於難，靠底艙門爬回車廂中與同伴會合，隨即立刻上前痛毆尼根一拳。眾人即使對此憤憤不平，但都承認眼前的困境需要他這個幫手。這時蓋奇從後門逃進車廂隔著門求救，承認是自己驚慌落跑而引來這群行屍。隨著後方的行屍緩緩向他靠近，當時除奧爾登以外，一行人均為自保而拒絕開門救他，最後集體無奈看著蓋奇捅心臟自盡後被行屍吞噬。戴瑞跟著狗爬至另一端隧道，發現曾有多數無家可歸者群居而留下的各類物品，盡可能地拾走必需品後爬回另一邊營救負傷的羅伊。當時瑪姬一行人正被兩方的屍群前後夾擊，戴瑞拿上羅伊僅剩不多的彈藥及時進入車廂、清走障礙救出同伴，最後靠唯一的手榴彈炸死車廂內的行屍。死裡逃生的眾人決定前往目的地前先去補給，然而趕到時卻發現該處已淪為收割者的領地，眾人因此在道路上遭受收割者軍隊伏擊，損失羅伊後集體分散逃亡。在收容中心，選擇留下來的尤金四人做好配合對方的心理準備，同時靠各自的長處向對方證明自己有資格加入聯邦。隨著以西結、由美子和公主相繼帶去重審卻一去不回後，尤金強忍住內心的慌亂，配合保全隊長莫瑟如實回答來歷以及與史蒂芬妮的交情。四人最後集體幸運通過初審而獲准進入聯邦城，團聚後感到慶幸，而一名自稱是「史蒂芬妮」的女子現身初識尤金。 |             |                             |                     |                                                           |                |                       |
| 156 | 3           | 天羅地網 Hunted             | 佛萊德瑞克·E·O·托伊 | 薇薇安·謝                                                 | 2021年9月5日   | 1.87                  |
| 隨著收割者集體現身襲擊眾人，甚至在黑暗環境中來去自如，迫使兵慌馬亂的眾人分散逃進樹林裡。瑪姬目睹科爾陣亡後孤身一人逃至一座荒廢購物中心裡，然而幾名收割者尾隨她展開攻擊，奧爾登和尼根及時趕到營救她，然而奧爾登也負傷難以前行。兩人扶持著奧爾登找到倖存的同伴阿嘉莎和鄧肯，瑪姬被迫刺死重傷不治的同伴鄧肯，四人繼續行進樹林時不巧被屍群包圍，這次阿嘉莎為了掩護眾人逃跑而被行屍吞噬。另一邊，蓋博瑞包扎完腿傷後找到一名重傷臨死的敵軍，發現這名敵人跟自己一樣有著信仰，但認為他不安好心後直接一刀殺死他。在社區，卡蘿三番兩次冒險外出尋找食物與馬群，即使每次都空手回來卻依舊不放棄，一次在瑪格娜、凱莉和蘿西塔的陪同下，她們幸運找到四匹馬帶回社區，但也被迫殺死一匹馬作為食物。大部分居民難以下嚥時，有過經驗的赫謝爾幫助茱蒂絲等人適應這種食物。瑪格娜看出卡蘿在設法贖罪，但奉勸她不要總是給別人“不切實際的希望”。瑪姬在尼根幫忙探路下，扶持著奧爾登一路蹣跚至一座舊教堂躲避，尼根認為若想完成任務拯救社區的食物危機則必須扔下奧爾登，但瑪姬不肯再次丟下同伴。而奧爾登同樣對此認同而全力說服瑪姬，使瑪姬最終答應繼續任務，兩人走前給奧爾登護身用的刀並幫忙堵門，承諾會回來接他後上路。 |             |                             |                     |                                                           |                |                       |
| 157 | 4           | 逢場作戲 Rendition          | 佛萊德瑞克·E·O·托伊 | 妮可·米蘭特-麥修斯                                        | 2021年9月12日  | 1.88                  |
| 戴瑞獨自帶領狗僥倖從收割者的伏擊中突圍逃亡，躲避追擊直到清晨，往身上抹滿行屍血後開始尋找其他同伴。這時，戴瑞注意到一名女性收割者尾隨在後，還發現自己的狗坐在她身邊不走，最後發現她的身份是自己多年前相戀過、卻最終分道揚鑣的莉亞。戴瑞剛重逢久別的戀人，然而也被敵人包圍，只能棄械投降被抓回收割者的大本營。戴瑞在營地裡備受嚴刑拷打，發現對方急切想打探出瑪姬一行人的底細後選擇逢場作戲，謊稱自己與這群“陌生人”才剛認識不久，因此不知情底細。但收割者不相信他的說詞，因此將他關進牢房中，另一頭則關著瑪姬的同伴佛斯特。戴瑞在與莉亞的交流中得知她其實災前就曾是軍團一份子，因此跟他們情同手足。收割者首領教皇看出戴瑞和莉亞兩人仍對彼此有感情，因此為戴瑞準備入伍的考核，命令手下一聲不響地將戴瑞和莉亞鎖進審問小屋中後放火燒屋，最後共同觀摩戴瑞在危機時帶著莉亞全身而退，對此賞識戴瑞而歡迎他加入一份子。戴瑞以摻雜謊言的形式簡單交代瑪姬一行人的底細以搜集敵人情報，傾聽教皇曾為國家出生入死卻無回報、在災情發生時與同僚藏身進一座教堂而逃過一劫的生存經歷，獲悉他們的信念由來。晚間聚餐時，戴瑞與其他人目睹教皇將一名疑似臨陣脫逃、還對同伴見死不救的手下扔進火堆中活活燒死作為警示。 |             |                             |                     |                                                           |                |                       |
| 158 | 5           | 絕跡重生 Out of the Ashes   | 葛雷格·尼可泰羅     | 拉托亞·摩根                                               | 2021年9月19日  | 1.91                  |
| 隨著社區物資和圍墻均無法支撐下去，亞倫帶領卡蘿、傑瑞和莉蒂亞返回荒廢的山頂寨拿必需品，四人被迫殺死一些燒死屍變的同伴，後來抓獲五名以基斯為首的倖存低語者。曾對基斯有些印象的莉蒂亞，雖作證他沒有惡意、還曾幫過自己，但經歷種種災難的亞倫無法相信他的說詞，開始對基斯動用酷刑。看不下去的卡蘿以自己的復仇經歷與代價制止亞倫，才讓亞倫罷手放過他。四人臨走時被基斯告知有關康妮倖存、曾在附近洞穴一帶出沒的線索，縱使卡蘿決定回去後就上路尋找她。在社區，擔起防身訓練職責的茱蒂絲受到惡霸少年文森有意欺負，使身邊已無家人陪伴的她再也無法掩蓋內心的悲傷，直到蘿西塔上前安撫並重新鼓勵她。另一方面，尤金四人首次進入聯邦城，發現不僅人數眾多、充滿歡聲笑語、設備及物資都應有盡有，一切猶如災前社會與文明絕跡重生。當由美子跟久別的哥哥托米開心團聚時，尤金跟不久前初識的史蒂芬妮獨處，同時急切想聯繫家園查看安危且匯報情況，在史蒂芬妮、公主及以西結掩護之下偷用本地通訊設備短暫聯繫上蘿西塔。但三人的企圖很快被莫瑟發現，集體被抓後面臨驅逐出城，直到聯邦運營主管蘭斯·霍恩斯比現身幫他們解圍。當時仍深陷敵營的瑪姬和尼根，找到必需品後僥倖跟突圍的伊萊亞和蓋博瑞會合，四人決定重新安排對策。 |             |                             |                     |                                                           |                |                       |
| 159 | 6           | 身陷重圍 On the Inside      | 葛雷格·尼可泰羅     | 凱文·德博爾特                                             | 2021年9月26日  | 1.78                  |
| 從洞穴死裡逃生的康妮奄奄一息時被維吉爾搭救，兩人徹夜不眠地生存長達數天，維吉爾決定不惜性命保護康妮以償還對米瓊恩的恩情。然而一晚，兩人扎營時被躲在草叢中的爬行聲驚動，被迫逃出營地躲進森林中的一棟陰森大屋，屋外還有一群行屍包圍。兩人確認屋子沒人後決定留宿一晚，但康妮被廁所鏡子後方洞中的一隻眼嚇到，由此得知屋子裡還有其他人在。這時一道門將兩人隔開，屋子裡實存在一群精神錯亂、同類相食的“野人”，康妮被迫將自己鎖入堆積著人骨屍骸的地下室躲避，並靠通風口爬進墻內通道而找到維吉爾所在處。康妮靠敲打墻壁為維吉爾製造反殺野人的機會，兩人放手一搏衝至主門前，然而受數名野人包圍，康妮往身上抹血後開門放入外面的行屍殺光野人，但維吉爾也重傷倒地。危急時刻，凱莉一行人及時趕到營救她們，使這對姐妹得以重聚。另一方面，戴瑞在教皇面前對佛斯特進行拷打，問出瑪姬一行人藏身的郊區，戴瑞跟著莉亞一行人前去偵查，同時暗中為藏在遠處屋內的瑪姬製造信號。由於找尋無果，戴瑞的忠誠心受莉亞的同伴卡佛質疑，但戴瑞不慌不亂地為藏在地下室的瑪姬一行人爭取用外門逃走的時間，並偷偷暗示她們關於收割者大本營的防禦程度。而當莉亞一行人無功而返時，發現教皇已將佛斯特拷問致死，而且得到所需的“情報”。 |             |                             |                     |                                                           |                |                       |
| 160 | 7           | 背信棄義 Promises Broken    | 沙拉特·拉傑         | 茱莉亞·魯克曼                                             | 2021年10月3日  | 1.89                  |
| 尤金、公主、以西結與隨行的史蒂芬妮集體被蘭斯送去做勞動服務贖罪，負責清空聯邦城附近的荒廢住宅區中的行屍，藉以讓聯邦實行未來擴張開發。以西結工作時疑似加重病情，在公主強烈懇求之下送去給聯邦醫生看診，最後得到適當的醫療措施而充滿活力回歸工作。當尤金和史蒂芬妮被蘭斯送往北區工作時，兩人救下一對不顧安全、在外約會的情侶。但男方僅因約會被干涉而出言不遜，尤金被激怒而出手打他一拳，最後卻被告知男方實為聯邦總督潘蜜拉·米爾頓之子。就在尤金即將面對終身監禁時，蘭斯提議他交代所來自的家園位置以換取自由。當時在城中的由美子發現托米有意對聯邦隱瞞自己是前醫生的事實時，托米突然被聯邦衛兵逮捕帶去審訊。另一邊，戴瑞和莉亞受令外出搜尋敵人，過程中抓到一名陌生男子，得知他試圖挽救受傷的家人。兩人起初保持著質疑的態度，然而跟隨他來到藏身處後發現他確實在照顧兒子與受重傷的妻子，一時心軟的莉亞將父子放走，戴瑞則放箭結束臨死妻子性命。瑪姬為了奪回食物庫存決定犧牲家園，被迫答應尼根戰後與他“兩清”的承諾，勉強與尼根共同採用低語者的偽裝戰術，集體戴行屍面具藉以搜集行屍作為軍隊。瑪姬被迫與大量死去的同伴同行，伊萊亞甚至發現自己死去的妹妹走在身邊，只能強忍悲痛而準備讓敵人血債血償。 |             |                             |                     |                                                           |                |                       |
| 161 | 8           | 血債血償 For Blood          | 沙拉特·拉傑         | 艾瑞克·蒙特                                               | 2021年10月10日 | 1.91                  |
| 大本營中的眾收割者注意到行為舉止不尋常的屍群，衛兵威爾斯自告奮勇將屍群引領至森林，但受瑪姬一行人伏擊而命喪屍群之中。再度損失同袍的莉亞陷入悲傷和自責，然而教皇卻還是一副視若無睹的樣子。當屍群夜間返回大本營門口時，卻開始步入教皇事先佈下的地雷區，戴瑞被迫殺死一名跟自己相處不錯的衛兵，掩護瑪姬和蓋博瑞潛伏進敵營中分頭行動。蓋博瑞按照指示取得狙擊步槍躲在二樓掩護，瑪姬啟動卡車從內部撞毀敵營大門而使屍群集一擁而入。走投無路的教皇命令莉亞不顧自己人往下方發射裝滿火箭的改造型火車，戴瑞見局勢不妙而私下向莉亞交代自己的真相，聲言自己是為了“保護家人”。滿懷震驚的莉亞回頭又看到教皇不擇手段的本質，當場捅死教皇而接管領導權，同時也將同袍之死歸罪於戴瑞而通報部下撤退，開始往敵人所在的下方發射上百支箭。另一邊，社區遭受狂風暴雨侵襲導致風車失火、圍墻倒塌而再次引進大量行屍，一行人被迫擠在亞倫的住處中躲避。隨著亞倫帶領一些人外出分頭補救局勢，留下蘿西塔和茱蒂絲保護其他人。然而行屍很快來敲門，蘿西塔一度衝出去殺光門口的行屍而爭取到寶貴時間，維吉爾與其他婦女兒童們集體疏散至二樓躲避，但莉蒂亞無法繼續擋門而導致行屍集體湧進屋子，而茱蒂絲和葛蕾西兩人則困於淹水的地下室中。 |             |                             |                     |                                                           |                |                       |
| 162 | 9           | 別無選擇 No Other Way       | 喬恩·阿米爾         | 克里·瑞德                                                 | 2022年2月20日  | 1.76                  |
| 莉亞下令屠光所有行屍並對敵人格殺勿論，迫使瑪姬一行人躲入密室藏到清晨，三人與戴瑞會合共同伏擊抓獲卡佛作為與莉亞交易的人質。然而莉亞在交換回卡佛後立即食言，下令一舉殲滅瑪姬一行人，所幸蓋博瑞搶先奪下屋頂用狙擊槍進行脅迫。別無選擇的莉亞答應丟下腿中槍的卡佛、帶領剩餘的人棄械離開大本營，但急切想為死去同伴復仇的瑪姬衝上前槍殺剩下兩名收割者，最後撿起鐮刀狠狠砍死卡佛。無力阻止瑪姬動手的戴瑞沒能找到當時落跑躲在一旁的莉亞，臨走前叮囑她永遠不要回來。完成使命的瑪姬返回林中教堂找到早已傷重身亡屍變的奧爾登，僅能含淚終結他的屍態後安葬。而尼根經過剛剛的所見深知瑪姬總有一天也會對自己食言，因此拿上包袱自謀生路。在社區，眾人經過一晚上各自奮戰、抵禦風暴與行屍，亞倫救出困在淹水地下室中無路可退的茱蒂絲和葛蕾西，眾人成功撐到風暴結束而暫告安全。瑪姬一行人帶著食物滿載而歸，重聚各自的親朋好友，但歡快的氣氛很快被前來敲門的聯邦衛隊打斷。蘭斯伴隨尤金以及大量用來修補社區的材料代表聯邦前來示好，答應會繼續協助社區重建，並以優厚的條件招收新成員。面對千瘡百孔的社區，一行人別無選擇答應配合聯邦而“各奔東西”。然而六個月後，疑似反對聯邦的瑪姬帶人重新駐守山頂寨，與戴瑞在內的聯邦衛隊發生僵持。 |             |                             |                     |                                                           |                |                       |
| 163 | 10          | 神出鬼沒 New Haunts         | 喬恩·阿米爾         | 瑪格莉·洛扎諾                                             | 2022年2月27日  | 1.60                  |
| 戴瑞等大量社區居民進入聯邦生活，以各自的專長找到最合適的工作掙錢糊口，一個月後集體參加聯邦一年一度的萬聖節慶典。正當茱蒂絲等孩子們在慶典上歡快玩耍時，戴瑞和蘿西塔被分配到由莫瑟指揮的維和衛隊受訓，而習慣單幹的戴瑞沒有遵從莫瑟所提倡的團隊合作，因此被莫瑟帶去監督聯邦大少爺塞巴斯蒂安的私人實戰訓練。戴瑞在塞巴斯蒂安自不量力對付行屍時出手幫忙，卻被他斥責多管閒事，由此被莫瑟點醒關於聯邦城中“迎合別人”的重要性。擔任焙烤師的卡蘿察覺到以西結的病情，然而卻得知其手術排期將會趕不及，為了挽救他而私下跟蘭斯進行交涉，決定迎合他的一切需求，而晚間與以西結把酒歡且緬懷已故的亨利。潘蜜拉為眾聯邦高階人士舉辦面具舞會，然而一名先前跟公主起衝突而違反守則導致降職的前衛兵泰勒逐漸不滿聯邦體系，衝到舞會上持刀鬧事以控訴自己的不公待遇。擔任保全的戴瑞追上驚慌落跑的泰勒並阻止他自刎，隨後刻意將逮捕的功勞讓給尾隨其後的塞巴斯蒂安以“迎合”他。泰勒被捕時揚言自己仍會有上千人撐腰，迫使潘蜜拉下令全力排查此跡象。隨著戴瑞和蘿西塔通過基礎訓練正式入伍，蘿西塔跟隨隊伍衝進泰勒的住處排查，最後發現一間堆滿“反聯邦”運動標語及抗議海報的密室，深感事件比預想的更為複雜。 |             |                             |                     |                                                           |                |                       |
| 164 | 11          | 斬草除根 Rogue Element      | 麥可·庫立茲         | 大衛·萊斯利·強森-麥古德瑞克                               | 2022年3月6日   | 1.67                  |
| 正當尤金和史蒂芬妮的戀情進入同居階段時，史蒂芬妮突然人間蒸發，不但住處搬空、工作崗位也遭替換。音訊全無使尤金一個月下來寢食難安，但他同時裝成失意醉漢進行秘密調查，開始跟蹤自己案發當晚在史蒂芬妮公寓門口撞見的神秘“水管工”羅曼·卡霍恩，找到他與另外幾名嫌疑人常去的集會點。尤金受公主不情願地協助私闖卡霍恩的住處，雖然找到他藏於床下的武器箱，但沒有任何擄人的相關證據。兩人隨即被住戶舉報而被捕，最後被深表同情的蘭斯協助簽約釋放。蘭斯隨即帶卡蘿前去拜訪與聯盟互鄰的一群走私客，作為聯邦一系列稀缺資源的來源，卡蘿特地幫蘭斯查出走私客老大莫托私吞手下工資以敲詐聯邦的骯髒事而使其被捕。而康妮和凱莉打算報導有關泰勒“幕後勢力”的資訊，毫無進展之下突然收到不明人士寄來的一份“名單”。莫瑟起初並不在意事故原委，直到得知在醫院戒護的泰勒遭秘密移走而陷入矛盾。找尋無果的尤金隻身闖入卡霍恩的集會點一探究竟，卻發現“史蒂芬妮”實為聽命於蘭斯的間諜、本名「希拉」；這才意識到自己一直以來受蘭斯擺佈，甚至將自己家園的底細拱手相讓。蘭斯嘲諷尤金因為種種記錄而被孤立，建議尤金把握當下、不再拘泥。心碎腸斷的尤金坐在小巷燒毀自己的戀愛物品時，背後傳來一個熟悉的聲音和暗號。 |             |                             |                     |                                                           |                |                       |
| 165 | 12          | 大難不死 The Lucky Ones     | 塔妮安·麥吉爾南     | 薇薇安·謝                                                 | 2022年3月13日  | 1.58                  |
| 史蒂芬妮本尊前來向尤金如實交代自己本名為麥克絲，通訊期間使用母親的名字為假名，先前靠自製的通訊裝置跟尤金取得聯繫，然而直到行徑被親哥哥莫瑟發現而不得不收手。麥克絲供述自己同樣震驚於蘭斯竟派人冒充自己，尤金安撫完內心的傷痛後，跟她重新相識彼此並修復關係。以西結得知自己的手術排期提前，聞之大喜的同時卻也意識到是卡蘿暗中協調，起初對她的自作主張有些不滿，認為自己是以插隊形式，但仍決定把握這次出運的機會。與此同時，蘭斯為了給潘蜜拉好臉色，帶她相繼走訪亞歴山卓社區及海岸部落，原本不情願的潘蜜拉也開始被兩座持久至今的家園折服。但潘蜜拉巡遊的同時卻得知海岸部落遵從瑪姬的一切決定，其至今都不肯跟聯邦達成共識。蘭斯和潘蜜拉意識到若想擴張領土則必須說服瑪姬，因此造訪山頂寨協助重建工作與資源分配，打算給瑪姬留下好印象。商討期間，一群行屍闖入山頂寨境內，瑪姬一方與聯邦維和衛隊以不同的方式清除威脅。一天的所見所聞讓瑪姬對於聯邦的體系和行事手段心有不安，因此表態回絕聯邦的要求保持獨立；即便她的一小部分子民都紛紛投靠聯邦而自求多福。毫無建樹導致潘蜜拉指責蘭斯辦事不周，而如意算盤被打破的蘭斯同樣開始以獵殺行屍的方式宣洩不滿，表面上向亞倫保證協議不變，心裡則開始另想方法。 |             |                             |                     |                                                           |                |                       |
| 166 | 13          | 軍閥 Warlords               | 洛倫·亞肯內利       | 吉姆·巴恩斯 & 艾瑞克·蒙特                                 | 2022年3月20日  | 1.79                  |
| 亞倫開始為聯邦從事外交工作，即將跟隨上司托比·卡爾森招募一群居於河灣公寓的獨立宗教團體加入聯邦，而亞倫委託重任神父工作的蓋博瑞一同前去以便溝通。當卡爾森伴隨衛兵駐守在公寓樓附近時，亞倫和蓋博瑞觀察到卡爾森的招攬方式過於招搖且不顧安危，但仍勉強跟隨他打頭陣接觸對方。眾人被團體請進公寓樓會見身為軍閥的領袖伊恩，但伊恩由於曾經中過相同的騙術，很快失去耐心而持槍威脅卡爾森供出聯邦所在地。然而卡爾森突然奪槍露出真面目，處死伊恩後命令自己麾下的聯邦掃蕩整棟公寓樓，真正來此意圖是要幫蘭斯質問出疑似被伊恩團體劫走的一批軍械庫存下落。亞倫身邊的年輕新人傑西因恐懼而落跑，卻碰巧撞見數月來受伊恩團體收留的尼根，騎馬逃跑前由尼根交予通往山頂寨的地圖作為求救手段。然而傑西騎馬逃跑時身中衛兵一槍，重傷死前抵達山頂寨門口求救，而對此半信半疑的瑪姬則跟著莉蒂亞和伊萊亞開車前去調查。隨著維和衛隊佔領整座公寓樓，被俘的居民都因聲稱不知情軍械下落，開始一個接一個被卡爾森扔下樓墜亡。尼根與同伴安妮暗中救出被看押的蓋博瑞，與其他倖存居民躲在密室裡等待時機。瑪姬一行人來的路上偶然撞見三具遭割喉殺害的聯邦衛兵遺體，隨後又遇見逃出公寓的亞倫，四人決定溜回公寓樓實行救援並查出真相。 |             |                             |                     |                                                           |                |                       |
| 167 | 14          | 萬惡之源 The Rotten Core    | 馬庫斯·史托克斯     | 艾瑞克·蒙特 & 吉姆·巴恩斯                                 | 2022年3月27日  | 1.55                  |
| 瑪姬一行人潛入公寓樓與倖存居民會合，眾人都對尼根在場十分訝異，瑪姬甚至得知他與身邊的安妮結婚且懷有一子而心情複雜。安妮自願跟瑪姬一起行動，坦述自己早已獲知尼根的過去及所作所為，並理解還未能走出傷痛的瑪姬。尼根偶然發現衛兵抓獲偷偷跟過來的赫謝爾而將他救回藏身處，赫謝爾赫然發現他是母親提過的殺父仇人，一度想舉槍為父報仇卻最終沒有下手。瑪姬順勢將卡爾森引至屋頂，趁機殲滅樓內的衛兵，全軍覆沒的卡爾森試圖求降，但被亞倫毫不留情地開槍而墜下樓至重傷，最後被樓下由自己處死的屍變居民們活活生吃。另一邊，戴瑞和蘿西塔不情願地幫塞巴斯蒂安執行秘密任務，冒險潛入一間受大量行屍包圍的貴族別墅中提錢，卻在屋內發現上一批進來取錢卻全軍覆沒的隊伍遺體，而鎖錢的安全屋中則關著唯一倖存者愛普；兩人得知她們都是因負債或案底而被派來做髒活。卡蘿帶莫瑟前來幫忙救出受困的戴瑞和蘿西塔，然而四人最終沒能救出愛普，莫瑟一氣之下槍殺監管任務的兩名衛兵，讓戴瑞和蘿西塔配合將錢帶回給塞巴斯蒂安。得到相應報酬及答謝的戴瑞和蘿西塔，同樣對他們所加入的聯邦產生新看法。瑪姬只能收留倖存居民，而亞倫和蓋博瑞僅能向蘭斯匯報情況。但事實上，真正殺害衛兵並劫走軍械的人，實為獨身在野外生存的莉亞。 |             |                             |                     |                                                           |                |                       |
| 168 | 15          | 信任 Trust                  | 莉莉·瑪利亞         | 凱文·德博爾特                                             | 2022年4月3日   | 1.67                  |
| 蘭斯來到血流成河的河灣公寓參與調查，詢問亞倫和蓋博瑞無果後決定自己試探，立即領軍來到距離公寓最近的山頂寨探訪，希望瑪姬一行人配合搜查。兩方互不謙讓之下，擔任衛兵的戴瑞站出來說服瑪姬開門以避免衝突，瑪姬被迫妥協且限蘭斯一方於日落前離開。所幸尼根等公寓居民事先被瑪姬藏於別處，蘭斯將山頂寨翻個底朝天都沒找到任何蛛絲馬跡，最後選擇以套近乎的形式接觸赫謝爾，甚至拿出赫謝爾不慎掉在公寓中的棒球帽來驗證猜測。此舉激怒伊萊亞和瑪姬而造成兩方持槍相向，蘭斯只能打道回府，同時對身邊的戴瑞、亞倫和蓋博瑞保持戒心。蘿西塔聯合尤金、康妮和凱莉共同調查聯邦黑幕，獲知先前被塞巴斯蒂安派去取錢的小隊成員都標在神秘名單上，由此懷疑名單疑似記載著足以威脅聯邦的“異議人士”。為了證實猜疑，尤金被迫請求麥克絲幫忙盜取聯邦機密文件，對此捉摸不定的麥克絲得知哥哥莫瑟選擇視而不見後答應幫忙。而莫瑟也因見識到聯邦欲蓋彌彰的行為而產生心理矛盾，最後投靠與自己交往中的公主而達成信任關係。手術康復的以西結決定出一份力，靠卡蘿的掩護與托米的醫療資源協助，在自己管理的馬棚中建立為貧困人士看診的地下診所。蘭斯夜間扎營時碰巧找到盜取軍火的莉亞，瞞著戴瑞三人親自前去接觸她，希望能委託她幫自己剷除威脅。 |             |                             |                     |                                                           |                |                       |
| 169 | 16          | 飛來橫禍 Acts of God        | 卡特里奧娜·麥肯錫   | 妮可·米蘭特-麥修斯                                        | 2022年4月10日  | 1.61                  |
| 瑪姬為以防萬一而將赫謝爾託付給藏於地洞中的尼根一行人看護後，決定留在山頂寨中與蘭斯硬拼，而另一邊的蘭斯將部分衛兵調撥給莉亞指揮前去刺殺瑪姬，同時刻意將戴瑞、亞倫和蓋博瑞分派至別處搜查。當戴瑞三人意識到衛兵的圈套後，找準時機殲滅身邊的衛兵，得知蘭斯即將進攻山頂寨後火速趕回。深夜，山頂寨地區出現蝗災，瑪姬靠屋中安置的詭雷炸死三名衛兵，然而尾隨其後的莉亞很快殺死瑪姬的部下馬可，決定不顧蘭斯的計劃親自去復仇。由於莉亞更擅長在黑暗森林中潛行，瑪姬很快中計而被抓獲，莉亞隨後將她綁至自己曾與戴瑞同居的森林小屋中面對面。瑪姬表示自己理解莉亞的復仇行為，同時暗中為自己鬆綁而與她進行正面刀戰，一路跟來的戴瑞被迫忍痛槍殺莉亞而救下瑪姬，兩人趁蘭斯包圍屋子前從窗戶溜走。狂怒的蘭斯迅速相繼佔領亞歴山卓社區、山頂寨以及海岸部落，扣留所有忠誠於瑪姬的居民，使瑪姬一行人正式淪為與聯邦為敵的流亡者。在聯邦城中，麥克絲趁潘蜜拉外出時偷盜辦公室中的機密資料，找到一些有關座標的未知情報，加上康妮和凱莉搜集到種種資料、以及實由以西結密送的名單相比對，認為這是看管異議人士的“收容所”。但在掌握實際證據前，一行人決定先以「米爾頓一家是騙子」為主寫出文章，最後靠隔天的早報散佈出去。 |             |                             |                     |                                                           |                |                       |
| 170 | 17          | 四面楚歌 Lockdown           | 葛雷格·尼可泰羅     | 茱莉亞·魯克曼                                             | 2022年10月2日  | 1.19                  |
| 蘭斯率領聯邦衛兵展開圍捕、下令一律格殺勿論，迫使戴瑞、瑪姬、亞倫和蓋博瑞撤退至一座小鎮，但也擔心蘭斯會對身在聯邦城中的家人下手，因此指派作為生面孔的尼根搶一輛衛兵車開至聯邦城做內應。當時聯邦城內爆發示威遊行，抗議米爾頓一家“金玉其外、敗絮其中”的真面目，並要求塞巴斯蒂安出面交代。尼根來到聯邦收容中心與莫瑟面會，私下交代真相後獲准進城見到卡蘿和傑瑞。由於蘭斯派遣間諜希拉和卡霍恩四處尋找孩子們意圖抓做籌碼，傑瑞藉由抗議民眾的掩護而成功帶孩子們躲至別處。為了協助戴瑞一行人脫困，卡蘿和尼根合作找出躲在安全屋中避風頭的塞巴斯蒂安，將他抓做籌碼去跟潘蜜拉做交易。潘蜜拉為了平息示威而暗中派人引導一個行屍群體靠近城外，迫使莫瑟迅速動員蘿西塔等所有衛兵前去攔截，然而過程中仍損失幾名士兵，還親眼目睹一名衛兵被行屍撕成兩半。而已故愛普的父母召集抗議民眾拒絕離開廣場，迫使衛兵動用催淚彈清場。在危機接踵而至的窘境下，卡蘿向面臨龐大壓力的潘蜜拉提出一個兩全其美的交易，阻止蘭斯的暴行並讓他來背黑鍋，使潘蜜拉無從選擇地答應。留在小鎮掩護的戴瑞一行人深知他們不可能溜出包圍網，因此全體躲入下水道中放槍設伏，最後成功拿刀抵著蘭斯喉嚨進行挾持，使雙方發展為僵持局面。 |             |                             |                     |                                                           |                |                       |
| 171 | 18          | 推陳出新 A New Deal         | 傑佛瑞·F·詹紐瑞     | 劇本創作 ：克里·瑞德 故事構思 ：克里·瑞德 & 凱文·德博爾特 | 2022年10月9日  | 1.35                  |
| 潘蜜拉親自趕到小鎮制止兩方僵持，承諾蘭斯會以他所犯下的罪行公平受審，才讓戴瑞勉強放下刀子停止衝突。潘蜜拉向全體民眾公開“真相”，一切混亂源於蘭斯的種種濫權和迫害行為，並打算靠隔天舉辦的創始者紀念日贏回民心。同時作為交換條件，潘蜜拉赦免戴瑞和瑪姬一行人，並讓他們自行選擇去留。由於近期的事情使一行人信不過聯邦，所有人一致決定各散東西，只有一小部分人因急需聯邦援助而不得不留下來。其中包括找到安身之所的以西結、為了確保孩子能平安生下來的尼根和安妮、以及打算留下來幫助別人的茱蒂絲。戴瑞一心只想確保茱蒂絲的安全，而茱蒂絲一度鬧彆扭卻也理解，說服戴瑞再留一天體驗節日氛圍。潘蜜拉強求塞巴斯蒂安照稿向民眾表示歉意以恢復名望，然而塞巴斯蒂安對於已“名存實亡”的聯邦完全不屑一顧。麥克絲不甘願任由米爾頓母子一塵不染，偷偷錄下塞巴斯蒂安的真心話、包括他們母子的真實作為，最後在節日廣場上向全體民眾播放錄音。母子倆頓時再次淪為眾矢之的，造成民眾群而攻之。牢房中的蘭斯決定趁虛而入，隔窗命令希拉和卡霍恩暗殺一夥清潔工人，再任由他們屍變放至廣場上掀起混亂。氣急敗壞的塞巴斯蒂安原想將麥克絲推給行屍，然而不但被尤金及時制止，還導致他自己當場被行屍咬破喉嚨，最後慘死在無動於衷的圍觀民眾面前。 |             |                             |                     |                                                           |                |                       |
| 172 | 19          | 異變陡生 Variant            | 凱倫·加菲歐拉       | 薇薇安·謝                                                 | 2022年10月16日 | 1.36                  |
| 塞巴斯蒂安之死導致聯邦城實施戒嚴，尤金和麥克絲成為掀起舉事的首要通緝。兩人不巧在逃跑過程中失散，當尤金被戴瑞藏入教堂躲避時，孤身在外的麥克絲很快被逮捕。痛心疾首的潘蜜拉開始四處搜捕罪魁禍首，意圖公開處刑以儆效尤。莫瑟不願看著自己的妹妹受刑，希望她簽下一份換取自由的假認罪聲明，但被麥克絲毫不猶豫地拒絕。進退兩難的莫瑟走遍各處思考，回家時發現交往已久的公主也決定離開他，得知她因為受繼父和繼兄折磨的童年陰影影響，因此不願繼續留在這座“腐朽不堪”的家園。潘蜜拉同時查出是蘭斯在廣場上釋放行屍，將卡霍恩處死後帶到蘭斯的牢房中，命令蘭斯從今往後負責用遺體餵食給自己屍變的兒子。戴瑞和蘿西塔原本為心急如焚的尤金安排好逃亡時機，但尤金最終放棄逃跑機會，表示自己不願再次當一名貪生怕死、靠謊言自保的人，最後將自己隨身掛飾交給蘿西塔後，走進衛兵處自首且一人扛起所有罪。沒能阻止尤金的蘿西塔剛進家門，就被兩名黑衣男子襲擊擄走。亞倫、傑瑞、莉蒂亞和伊萊亞帶著物資趕往海岸部落時，在一間復古式的舊莊園中度過一晚，然而附近的一群行屍在深夜時展開入侵，其中一隻甚至學會爬墻、開門、爬梯子、撿石頭當武器。四人雖然靠一晚上的合作化險為夷，但發現沒有低語者暗藏其中，由此質疑行屍疑似產生“變異”。 |             |                             |                     |                                                           |                |                       |
| 173 | 20          | 失去之物 What's Been Lost   | 艾莎·泰勒           | 艾瑞克·蒙特                                               | 2022年10月23日 | 1.36                  |
| 潘蜜拉下令強行“驅逐”所有跟尤金有關的異議人士，唯獨戴瑞和卡蘿僥倖脫逃，隨著親朋好友一個接一個被擄走，無人可信的兩人只能劫獄救出牢房中陷入輕微失常的蘭斯。由於蘭斯戴著電子腳鐐而自動拉響警報，戴瑞被迫獨自留下來斷後，卡蘿獨身跟隨蘭斯逃出城前去同伴被關押的地點。眼看同伴都被抓的由美子受到潘蜜拉威脅，必須“公事公辦”而對尤金從重量刑，一方面不想犧牲尤金、另一方面也擔心弟弟托米也會遭遇不測而左右為難。由美子即使受唯一逃脫抓捕的康妮協助，試圖跟蹤康妮抵抗時刺傷的黑衣人，但沒過多久就暴露行蹤、導致康妮很快再次落網。別無選擇的由美子本即將在新聞發佈會上宣佈自己將重罪起訴尤金，但偶然獲知戴瑞和卡蘿逃跑後找到一線希望，宣佈會幫受冤枉的尤金辯護。潘蜜拉因此被打破算盤，甚至得知蘭斯逃獄前將屍變的塞巴斯蒂安打碎頭。卡蘿和蘭斯靠一條舊坑道溜出城，然而在隧道中遭遇大量“腐屍”，隨著蘭斯一度落跑選擇袖手旁觀，迫使卡蘿獨自放槍僥倖脫困。兩人逃到境外時撞見巡邏隊，本即將被衛兵就地處決，所幸躲在車底跟來的戴瑞及時救下他們。由於深感蘭斯不安好心，戴瑞和卡蘿一致決定丟下蘭斯後，前去調查他提到的“補給列車”。雖被放生卻不甘心再度被拋棄的蘭斯企圖奪槍偷襲，但最終被卡蘿一箭穿喉而陳屍在路旁。 |             |                             |                     |                                                           |                |                       |
| 174 | 21          | 22號哨站 Outpost 22         | 塔妮安·麥吉爾南     | 吉姆·巴恩斯                                               | 2022年10月30日 | 1.50                  |
| 瑪姬眼睜睜地看著兒子赫謝爾被聯邦衛兵擄走，自己則與被俘的蘿西塔和蓋博瑞共搭同一輛囚車運往某處，但瑪姬中途清醒後反抗跳車，同時造成蘿西塔和蓋博瑞趁亂逃走。孤身在林中的瑪姬因擔心兒子安危而心慌意亂，但幸運在鐵軌旁遇到正在追蹤聯邦火車的戴瑞和卡蘿，得知他們準備營救被押入火車的康妮。有過多次相似經歷的卡蘿全力安撫瑪姬冷靜下來，而蘿西塔和蓋博瑞也沿著鐵軌跟她們一行人會合，靠質問一名沿路埋伏抓獲的衛兵得到火車的情報，獲知康妮將被送至“有去無回”的目的地。一行人在鐵軌交界處設置路障而迫使對方停車，趁機奪下整輛列車後成功救出康妮，然而被俘的駕駛員因擔心會牽連家人，寧願自盡都不願透漏情報。另一方面，尼根、以西結、凱莉等聯邦異議人士集體送至勞改營做苦力，大部分人都因為家人或孩子們受要挾而不敢輕舉妄動，尼根冒險接觸與自己有多年矛盾的以西結，希望一向能給他人帶來希望的以西結能激起眾人的群起反抗意識，但在嚴抓任何反抗跡象的聯邦衛隊面前無疑是孤掌難鳴。戴瑞一行人靠蘿西塔用對講機冒充女衛兵而得到重要情報，以西結一行人所入監的22號哨站，正是已被聯邦攻佔的亞歴山卓社區。眼下家園和家人都被奪走，瑪姬表示潘蜜拉最大的錯誤是低估他們，決定以此為優勢而開始奪回家園。 |             |                             |                     |                                                           |                |                       |
| 175 | 22          | 信念 Faith                  | 蘿絲·特羅奇         | 妮可·米蘭特-麥修斯 & 瑪格莉·洛扎諾                        | 2022年11月6日  | 1.39                  |
| 亞倫一行人遇到逃出海岸部落的路克和朱爾絲，得知聯邦出爾反爾、陸續攻佔家園後決定擒賊先擒王，採取偽裝戰術引領屍群至聯邦閘口。身在亞歴山卓社區的尼根和以西結一行人，開始暗中交換守衛數量與換班的情報以備不時之需。然而監管哨站的典獄長察覺到他們的反抗行徑，便要挾擔心妻子安危的尼根，命令他必須隨時向自己如實交代底細。不願受他人擺佈卻又無可奈何的尼根，最終決定獨自擔起反抗的罪行而面臨被處決。然而典獄長為了扼殺掉眾人的反抗意識，準備將尼根和安妮夫婦共同處死以儆效尤，直到以西結看不下去而帶頭出面為他們夫婦請命，此舉陸續喚起眾人的信念，就連多數同樣有家室的衛兵都拒絕下手甚至直接抗命。這時，戴瑞和康妮及時溜進來奪下場面，卡蘿和瑪姬也成功在屋中救到赫謝爾與其他孩子們，唯獨找不到蘿西塔的女兒可可。典獄長死不交代之下，憤怒的蘿西塔當眾將他餵給一名被抗命衛兵擊斃後屍變的衛兵。在聯邦城，由美子艱難地為尤金在法庭上辯護，但無論是法官或陪審團幾乎都跟潘蜜拉有交情。經過潘蜜拉強詞奪理的證供，尤金意識到即使獲得群眾民心也無法逃脫行刑，因此最後在法庭上發表自己最後的莊重演說後被判處死刑。景象使忍無可忍的莫瑟終於從內心掙扎中醒悟，不但暗中釋放尤金，還帶領一群忠誠者準備掀起反抗。 |             |                             |                     |                                                           |                |                       |
| 176 | 23          | 家人 Family                 | 沙拉特·拉傑         | 瑪格莉·洛扎諾 & 艾瑞克·蒙特 & 凱文·德博爾特               | 2022年11月13日 | 1.47                  |
| 眾人奪回亞歴山卓社區後集合人手，決定潛入聯邦徹底推翻潘蜜拉，而茱蒂絲堅持提出要一起前去改變現狀，以捍衛父母和哥哥所維繫的未來。眾人搭乘火車前往期間，尼根與以西結握手言和，泰勒全力協助眾人以彌補之前造成的錯誤，蘿西塔推斷可可與其他失蹤孩子身在聯邦兒童之家中。而公主與莫瑟取得聯繫準備裡應外合，莫瑟同時將尤金藏匿至安全屋中，同時準備靠公主身邊的證人們作證罷免潘蜜拉。然而潘蜜拉對身邊的叛徒早已有所防備，先是故伎重演而引導大規模屍群至城外，不但清空抗議民眾、還藉此發現莫瑟協助戴瑞一行人溜進聯邦的企圖。莫瑟因此以叛國罪收押，潘蜜拉親自領軍伏擊潛入聯邦中心車站的戴瑞一行人，殺死泰勒在內的一部分人，茱蒂絲更是為瑪姬擋下一槍而性命不保。所幸當時溜出安全屋以躲避盤查的尤金開門解救他們一行人，戴瑞受同伴掩護之下火速將茱蒂絲帶至聯邦醫院中搶救。而一波未平一波又起，接近城外的行屍群體中包含多數學會爬墻的變種行屍，當場衝破聯邦的防禦持續前行，當時藏於屍群中的傑瑞一行人不慎被沖散，莉蒂亞因右臂被咬傷而被迫由亞倫截肢，傑瑞和伊萊亞則分別獨自行動，而路克和朱爾絲則僥倖與戴瑞一行人碰面。眼看危機接踵而至，潘蜜拉選擇置紛亂的聯邦不顧，僅僅下令疏散聯邦上流人士，再躲入重兵把守的莊園中。 |             |                             |                     |                                                           |                |                       |
| 177 | 24          | 逝者安息 Rest in Peace      | 葛雷格·尼可泰羅     | 劇本創作 ：安潔拉·姜 故事構思 ：克里·瑞德 & 吉姆·巴恩斯   | 2022年11月20日 | 2.27                  |
| 戴瑞緊急抱著茱蒂絲到人去樓空的醫院搶救，不惜將自己的萬能血輸給她而挽救一命，而路克和朱爾絲不幸在突圍期間相繼喪生，加上大量行屍攻陷醫院迫使眾人撤退。蘿西塔、尤金和蓋博瑞及時救出可可等其他幼兒，公主帶隊解救莫瑟而集體會合後撤。大量聯邦居民跑到莊園門口求救，卻集體被為求自保的潘蜜拉拒之門外，莫瑟看準時機站出來將潘蜜拉解職拘捕，蓋博瑞奮不顧身而為外面的居民開門，戴瑞同樣站出來喊出「我們不是行屍走肉」，才使所有衛兵幡然悔悟、全力協助救援工作；而尾隨居民的莉蒂亞、亞倫、傑瑞和伊萊亞也成功與同伴會聚。絕望的潘蜜拉注意到門外的行屍包含屍變的蘭斯，本想上前自盡卻因瑪姬搶先狙殺蘭斯而沒能如願，最後淪為階下囚。在全體居民攜手合作下，將所有變種行屍引進設置炸藥的莊園內部一舉消滅，聯邦因此奪回局勢。然而蘿西塔逃亡過程中肩膀被咬，聚餐慶祝結束後在各個親朋好友的送別、以及尤金的陪伴下安詳地離世。尼根與瑪姬正式兩清，即使瑪姬仍無法原諒尼根的所為，但決定不再拘泥於仇恨中。一年後，以西結受莫瑟輔佐而當選聯邦新一任總督，卡蘿成為新一任運營主管，身在各個家園的眾人也各盡其責、共同建立美好的未來。戴瑞由茱蒂絲透漏有關“瑞克疑似倖存”的實情，在卡蘿和茱蒂絲的歡送下、追隨米瓊恩的腳步而踏上全新旅程。另一方面，米瓊恩仍在努力尋找瑞克的下落，且帶著之前找到的瑞克靴子與物品。而久別的瑞克當時仍在神秘組織CRM的掌控之中，曾一度逃出而在船上留下物品作為“瓶中信”，即使瑞克迅速被CRM捕回，但仍堅信同伴會來找他。 |             |                             |                     |                                                           |                |                       |

## 發展
2020年9月，AMC正式宣佈續訂《陰屍路》劇集第十一季，並繼續由安潔拉·姜擔任節目統籌。同年7月時，由於受2019冠状病毒病疫情影響，原定於2020年10月播出的第十一季被撤出首播日期，而拍攝工作同樣會有三到四星期的延誤。直到2021年2月時，劇組開始最終季的拍攝工作。首播集由導演凱文·道寧執導，也是道寧首次執導本劇，而劇本則由安潔拉·姜與吉姆·巴恩斯共同編寫。
2020年9月10日，AMC官方宣布第十一季為本劇最終季，而第十一季的集數將會擴充至24集來做結尾。完結後推出以《陰屍路》背景宇宙觀的衍生劇。2023年推出「戴瑞與卡蘿」為主角的衍生劇《陰屍路：戴瑞迪克森》、瑪姬與尼根為主角衍生劇《陰屍路：死亡之城》，2024年推出瑞克與米瓊恩後續故事《陰屍路：生存者》。
第十一季將於2021年8月22日首播，相似於第十季，此季將分為三個階段的形式播出，每個階段各有八集，並於2022年時劇終。

## 外部連結
- 官方网站
- 《陰屍路》各集列表 来自互联网电影数据库